# Naturwald Blaubergkopf
Der Naturwald Blaubergkopf ist ein Naturwald im Mangfallgebirge, der sich über eine Fläche von etwa 885 Hektar erstreckt. Er befindet sich in Kreuth, einem Markt im oberbayerischen Landkreis Miesbach. Das Schutzgebiet liegt im südlichen Teil von Kreuth. Ausgewiesen im Jahr 2020, zählt es zu den größten, zusammenhängenden und bedeutendsten Schutzgebieten Bayerns. Zudem beherbergt der Naturwald auf einer Teilfläche einen der wenigen Primärwälder Bayerns.

## Geographische Lage
Das aus einem Teilbereich bestehende Schutzgebiet liegt an der deutsch-österreichischen Grenze im Mangfallgebirge. In der Nähe des Naturwaldes befinden sich unter anderem die Orte Wildbad Kreuth, Kreuth und Bayerwald. Der Naturwald ist Teil des FFH-Gebiets Mangfallgebirge sowie Teil des Vogelschutzgebietes Mangfallgebirge. Teil des Gebietes oder in der Nähe sind unter anderem die Berge Blaubergkopf (1787 m ü. NHN), Platteneck (1618 m ü. NHN), Blaubergschneid (1797 m ü. NHN), Predigtstuhl (1562 m ü. NHN) sowie Schildenstein (1562 m ü. NHN). Durch den Naturwald fließen verschiedene Bäche wie der Felsweißbach, der Klammbach sowie der Plattengraben.

## Schutzstatus und Geschichte
Abgesehen von notwendigen Maßnahmen des Waldschutzes und der Verkehrssicherung findet in Naturwaldreservaten und Naturwäldern keine Bewirtschaftung und keine Holzentnahme statt. Im Rahmen des Volksbegehrens „Artenvielfalt & Naturschönheit in Bayern“ kündigte die Bayerische Staatsregierung an, 10 % des Staatswaldes aus der Nutzung zu nehmen. Als Teil dieser Maßnahme wurde dieser Wald als Schutzgebiet ausgewiesen. Bereits vor der Ausweisung als Naturwald waren Teile dieses Gebietes von den Bayerischen Staatsforsten als sogenannter Klasse-1-Wald aus der Nutzung genommen worden. Die Bayerische Staatsregierung wandelte anschließend dieses Gebiet in einen Naturwald um, damit dieses Gebiet dauerhaft der natürlichen Waldentwicklung überlassen ist. Laut den Bayerischen Staatsforsten handelt es sich bei diesem Waldgebiet vor allem um Fichten-Tannen-Buchenwälder auf Hauptdolomit in den Bayerischen Kalkalpen. Der Naturwald Blaubergkopf ist Teil der bundesweiten Flächenkulisse der natürlichen Waldentwicklung und trägt zum Ziel langfristig fünf Prozent der Wälder aus der Nutzung zu nehmen, bei. International lässt sich das Gebiet schwierig einordnen, da das Gebiet nicht an die IUCN gemeldet und wahrscheinlich auch nicht deren Größenkriterien erfüllt.

## Urwaldrelikt Totengraben
Das Urwaldrelikt ist Teil des Naturwaldreservats Totengraben, welches im westlichen Teil des Naturwaldes Blaubergkopf liegt. Es wird angenommen, dass die Geländeform verhindert hat, dass Holz während der Salinenzeit abtransportiert wurde. Aufgrund dieser Gegebenheit blieb eine etwa 5 Hektar große Senke sowie der darüber liegende Bereich von den damals üblichen großflächigen Rodungen verschont. Dadurch behielt dieser Bereich seinen ursprünglichen, unberührten Waldcharakter bei. Die Wälder um den Totengraben waren lange Zeit durch Weiderechte belastet, bis schließlich im Jahr 1991 die letzten bedeutenden Rechte abgelöst wurden.
Die erste Beschreibung des noch vorhandenen Urwaldrelikts im Totengraben geht auf Robert Magin vom Institut für Ertragskunde der Forstlichen Forschungsanstalt in München zurück. In den 1950er Jahren begab er sich auf die Suche nach unberührten und urwüchsigen Waldlandschaften in den bayerischen Alpen. Sein Ziel bestand darin, die ursprünglichen Waldgebiete zu erforschen und zu analysieren, um sie mit den heutigen Wirtschaftswäldern vergleichen zu können. Er erhoffte sich dadurch ein besser fundiertes Zielbild zu erhalten als bisher. Magin identifizierte insgesamt 19 solcher Bestände, die über den gesamten bayerischen Alpenraum verstreut waren, und führte in diesen Gebieten forstwirtschaftliche Untersuchungen durch.
Über den besonders bemerkenswerten Bestand im Totengraben schrieb er: 'Der Begriff 'Urwaldrest' passt wohl auf keinen der Bestände besser als auf diesen. In diesem Gebiet sind nahezu alle Bergmischwaldarten vorhanden.' Eine Analyse von 2003 ergab, dass das Urwaldrelikt zu insgesamt 50,5 % aus Buchen, zu 27,4 % aus Fichten. zu 15 % aus Tannen sowie zu 7 % aus Bergahorn besteht. Der Holzvorrat beträgt 514 m³/ha. Im Jahr 2003 wies die repräsentative Fläche beeindruckende Totholzreserven von 153 Kubikmetern pro Hektar auf, was etwa 29,7 % des lebenden Holzvorrats entspricht.
Der größte Teil des vorhandenen Totholzes bestand aus stark zersetztem Holz der Zersetzungsgrade 3 und 4, das etwa 91 % der gesamten Nekromasse ausmachte. Liegendes Totholz war mit 84 % deutlich häufiger anzutreffen als stehendes. Auf einer Hektarfläche gab es ungefähr 243 liegende Totholzstücke mit einem Mittendurchmesser von mindestens 10 Zentimetern und einer Länge von über 0,5 Metern. Im Vergleich dazu wurden nur elf stehende tote Bäume, 43 Baumstümpfe und fünf Hochstümpfe pro Hektar registriert.
Bemerkenswert ist, dass einzelne Buchen bis zum Rand dieses Latschengürtels reichen, was außergewöhnlich ist. Besonders auffällig sind die zahlreichen robusten liegenden Nadelholzstämme mit langen Zersetzungszeiten, die in kommerziellen Waldgebieten deutlich seltener anzutreffen sind. Das Gebiet liegt auf einer Höhe von 1260 m ü. NHN und ist eines der wenigen Urwaldrelikte in Bayern. Es zählt zu den 26 Schwerpunktreservaten in Bayern, in denen regelmäßig wissenschaftliche Untersuchungen zur Forstwirtschaft und Waldökologie auf speziell dafür eingerichteten Flächen durchgeführt werden.